# شاخص بازار سوئیس
شاخص بازار سوئیس (انگلیسی: Swiss Market Index) شاخص بازار بورس سیکس سوئیس است، که در سال ۱۹۸۸ راه‌اندازی شد و هم‌اکنون از ۲۰ شرکت تشکیل می‌شود.